# لويس غريفين
لويس غريفين هي شخصية خيالية وزوجة بيتر غريفين  في المسلسل الأمريكي فاميلي غاي. قامت ألكس بورستين بتأدية دور الشخصية في المسلسل.